# Bohren & der Club of Gore
Bohren & der Club of Gore — немецкая группа из Вестфалии, играющая в стиле эмбиент, джаз.

## История группы
Группа была основана в 1992 году в Мюльхайм-ан-дер-Руре, Германия, Торстеном Бенингом (Thorsten Benning), Мортеном Гассом (Morten Gass), Робином Роденбергом (Robin Rodenberg) и Райнером Хензеляйтом (Reiner Henseleit). До этого члены группы играли в различных хардкор-группах, таких как 7 Inch Boots и Chronical Diarrhoea. В 1992 ими был придуман сплав джаза и эмбиента, который они сами охарактеризовали как «эмбиент из жутковатой смеси медленных джазовых баллад, дума Black Sabbath и замедленного звучания Autopsy». Хензеляйт покинул группу в 1996 году, а на его место в 1997 пришел Кристоф Клёзер (Christoph Clöser), одновременно заменивший гитару саксофоном.

## Состав группы
- Кристоф Клёзер — саксофон, клавишные (с 1997)
- Мортен Гасc — клавишные, меллотрон
- Робин Роденберг — контрабас

### Бывшие участники
- Райнер Хензеляйт — электрогитары (по 1996)
- Торстен Бенинг — ударные (по 2015)

## Дискография

### Альбомы
- Gore Motel (1995)
- Midnight Radio (1997)
- Sunset Mission (2000)
- Black Earth (2002)
- Geisterfaust (2005)
- Dolores (2008)
- Beileid (2011)[5]
- Piano Nights (2014)[6]
- Patchouli Blue (2020)[7]

### Компиляции
- Bohren For Beginners (2016)[6]

### EP
- Bohren & der Club of Gore (1994)
- Schwarzer Sabbat Für Dean Martin (1994)
- Mitleid Lady (2009)

### Демозаписи
- Luder, Samba, und Tavernen (1993)